# Cheap at Half the Price
Cheap at Half the Price è il quinto album in studio solista del chitarrista, compositore e improvvisatore inglese Fred Frith, ex-membro degli Henry Cow e degli Art Bears. 
Pubblicato nel 1983, fu l'ultimo di tre dischi dell'artista pubblicati dalla Ralph Records, etichetta discografica statunitense di proprietà del gruppo d'avanguardia The Residents, preceduto da Gravity (1980) e Speechless (1981), dai quali si discosta per la sua natura più popolare, introducendo per la prima volta il canto nelle proprie canzoni.
L'opera venne registrata da Frith nella sua casa a New York City con un registratore a 4 tracce, suonando lui stesso tutti gli strumenti, ad eccezione del basso in due tracce e della batteria, per la quale utilizzò nastri e campioni registrati da diversi musicisti per gli album precedenti.
L'uscita dell'album nel 1983 suscitò scalpore presso gli appassionati di rock progressivo a causa della sua "apparente semplicità" e del suo allontanamento dalla musica sperimentale per cui Frith era diventato famoso. La versione rimasterizzata pubblicata su CD nel 2004 venne accolta meglio dalla critica, che ammise di aver trascurato ciò che il musicista stava facendo in quel momento.

## Tracce
Musiche e  di Fred Frith, eccetto dove indicato.

### Edizione originale in vinile del 1983
Lato A
1. Some Clouds Don't – 3:12
2. Cap the Knife – 2:47
3. Evolution – 3:21
4. Too Much, Too Little – 2:09 (Fred Frith, Tina Curran)
5. The Welcome – 2:28
6. Same Old Me – 2:58
7. Some Clouds Do – 2:49

Durata totale: 19:44
Lato B
1. Instant Party – 1:53
2. Walking Song – 3:13
3. Flying in the Face of Facts – 2:38
4. Heart Bares – 4:56
5. Absent Friends – 3:58 (Fred Frith, tradizionale svedese)
6. The Great Healer – 2:07

Durata totale: 18:45

### Edizione rimasterizzata in CD del 1991
1. Some Clouds Don't – 3:12
2. Cap the Knife – 2:47
3. Evolution – 3:21
4. Too Much, Too Little – 2:09 (Fred Frith, Tina Curran)
5. True Love – 2:58
6. The Welcome – 2:28
7. Same Old Me – 2:58
8. Some Clouds Do – 2:49
9. Instant Party – 1:53
10. Person to Person – 2:20
11. Walking Song – 3:13
12. Flying in the Face of Facts – 2:38
13. Heart Bares – 4:56
14. Absent Friends – 3:58 (Fred Frith, tradizionale svedese)
15. The Great Healer – 2:07

Durata totale: 43:47

## Personale
- Fred Frith – chitarra, basso a 6 corde, Casio-101, violino, xilofono, strumenti fatti in casa, voce
- Frank Wuyts – batteria
- Fred Maher – batteria
- Paul Sears – batteria
- Hans Bruniusson – campionamenti di batteria
- Tina Curran – basso elettrico (Too Much, Too Little)
- Bill Laswell – basso elettrico (Same Old Me)
- Aksak Maboul – battito delle mani (Absent Friends)
- Sheena Dupuis – voce (True Love)
- George Cartwright – sassofono contralto (Person To Person)

### Registrazione e produzione
Registrato nell'agosto del 1983 da Fred Frith presso la propria abitazione a New York City su un registratore a quattro tracce, eccetto True Love (registrato al Noise a New York City) e Person To Person (registrato al BC Studio di New York City).
- Fred Frith – ingegnere del suono, produttore (eccezion fatta per True Love e Person To Person)
- Mark Kramer – ingegnere del suono (True Love)
- Martin Bisi – ingegnere del suono(Person To Person)
- Paul Zinman – mastering digitale
- Peter Bäder – layout di copertina
- Busag, Zürich – litografia di copertina
- Tina Curran – fotografia di copertina